# Superbook (televíziós sorozat, 2011)
A Superbook – A Könyvek Könyve 2011-től futó amerikai televíziós 3D-s számítógépes animációs sorozat, amely a Könyvek könyve című japán animesorozat alapján készült. A sorozatot Magyarországon az ATV tűzte műsorára, 2019. május óta az ATV Extra is sugározza.

## Ismertető
A sorozat főhősei, Chris és Joy, akik sok kalandozásban vesznek részt a Könyvek Könyvével, és ismét történeteket mesélnek el.

## Szereplők
- Chris Quantum – A sorozat egyik főszereplője, akinek van egy robotja: Gizmo és egy jó barátja: Joy. Magyar Hangja: Gerő Bence (1-2. évad), Berecz Kristóf Uwe (3. évad), Kelemen Noel (4-5. évad)
- Joy Pepper – A sorozat másik főszereplője. Magyar hangja: Pekár Adrienn (1-2. és 4-5. évad), Koller Virág (3. évad)
- Gizmo – Egy játékrobot, Chris édesapja Quantum Professzor találta fel, hgoy legyen a fiának egy otthoni robotja. Magyar hangja: Szokol Péter

- Superbook – Maga a Biblia, aki minden egyes részben visszarepíti a gyerekeket az időben, hogy megmutasson nekik egy bibliai történetet. Magyar hangja: Mihályi Győző, Csankó Zoltán
- Isten – a Biblia Istene. Magyar Hangja: Barbinek Péter (1-2. évad, 4-5. évad), Kőszegi Ákos (3. évad)
- Jézus magyar hangja:  Magyar Bálint, Fehér Tibor
- Sátán magyar hangja: Háda János
- Péter magyar hangja: Forgács Gábor (1-4. évad), Gubányi György István
- Illés magyar hangja: Rosta Sándor
- Phoebe Quantum: Chris édesanyja. Magyar hangja: Solecki Janka
- Professzor Quantum: Chris édesapja. Magyar hangja: Tokaji Csaba (1-2. évad) Vida Péter (3-5. évad)
- Jia Wei: Chris és Joy sulijában a folyosófelügyelő. Magyar hangja: Tóth Csanád.
- Aaron pásztor: Chris és Joy gyülekezetében az ifjúsági pásztor. Magyar hangja: Tóth Géza

További magyar hangok: Joó Gábor, Várkonyi Andrea, Sipos Eszter Anna, Gubányi György István, Ujréti László, Pál Tamás, Czető Ádám, Janicsek Péter, Szatory Dávid, Barabás Kiss Zoltán, Bolla Róbert, Szatmári Attila, Markovics Tamás, Berzsenyi Zoltán, Mesterházy Gyula
Főcímdal: Friderika

## Epizódok
| Epizódszám | Eredeti cím                     | Magyar cím           | Tartalom leírás |
| ---------- | ------------------------------- | -------------------- | --- |
| 101        | "In The Beginning"              | Kezdetben            | Amikor Chris engedetlen az apjának, komoly zűrzavart okoz a laboratóriumban. Ekkor megjelenik Superbook és elviszi három hősünket a kezdetekhez, hogy tanúi legyenek Lucifer bukásának és az ember engedetlenségének az Édenkertben. |
| 102        | "The Test!"                     | A próba              | Chris még sosem volt ilyen izgatott, mint most, hogy megkapta a legújabb Holo-9 videojátékot. De van egy beteg kisfiú a kórházban, akinek nem jutott belőle. Superbook mutatja meg Chrisnek, hogy mi a legfontosabb.                 |
| 103        | "Jacob and Esau"                | Jákob és Ézsaú       | Egy heves vízicsatában Joy véletlenül elrontja Gizmot, emiatt Chris nagyon dühös lesz. Superbook visszaviszi őket az időben egy testvérpárhoz, Jákobhoz és Ézsaúhoz, akik közül csak az egyik kaphatja meg az elsőszülött áldását.   |
| 104        | "Let my people go"              | Engedd el a népemet! | A gyerekek épp azon gondolkodnak, melyik volt a legjobb Superbook kalandjuk, amikor a Könyvek könyve megmutatja nekik minden idők legizgalmasabb eseményét. Amikor Isten megszabadítja népét Egyiptomból.                            |
| 105        | "The Ten Commandments"          | A tízparancsolat     | Chris nem tartja be a túrázás alapszabályait, ezért a gyerekek bajba keverednek. Superbook elviszi őket a Sínai pusztába, hogy megtanulják, mire jók a szabályok.                                                                    |
| 106        | "A Giant Adventure!"            | Óriás-kaland         | Chris megijed a zenekari meghallgatáson és inkább hazamegy. Superbook megmutat neki egy olyan bibliai hőst, aki kiállt még az óriással szemben is.                                                                                   |
| 107        | "Roar!"                         | A veremben           | Joy nem érti, Chris miért nem védi meg Tommyt. Superbook elviszi a gyerekeket Babilonba, ahol Dániel megmutatja Chrisnek, hogyan kell helyesen cselekedni, még akkor is, ha az nagyon nehéz.                                         |
| 108        | "The First Christmas"           | Az első karácsony    | Chris szerint nincs is igazi karácsony Télapó, fények és ajándékok nélkül. Superbook megmutatja neki, mi volt a legnagyobb ajándék, amit ez a világ kapott, és mi történt az első karácsonykor.                                      |
| 109        | "Miracles of Jesus"             | Jézus csodái         | Christ teljesen elvarázsolja az utcai bűvész trükkjeivel, ám Superbook megmutatja neki, hogy ki az igazi csodatevő. |
| 110        | "The Last Supper"               | Az utolsó vacsora    | Chris igazi sztárnak érzi magát, amiért a zenekarával bejutott egy meghallgatásra, ezért mindenkit ugráltat maga körül. Superbook megmutatja neki, hogy minden idők legnagyobb sztárja hogyan bánt az emberekkel.                    |
| 111        | "He Is Risen!"                  | Feltámadt!           | Chris összebalhézik az anyukájával, mert koncertre szeretne menni ahelyett, hogy a bácsikájával vacsorázzon. Superbook visszaviszi őket az időben, hogy találkozzanak Máriával, akinek a fiát, Jézust keresztre akarják feszíteni.   |
| 112        | "The Road to Damascus"          | A damaszkuszi út     | Betörnek Quantumékhoz és Chris nehezen tud megbocsátani az elkövetőnek. Superbook megmutatja a gyerekeknek, hogy néha a leggonoszabb ember is meg tud változni és kiderül, mi is az a pálfordulás.                                   |
| 113        | "Revelation: The Final Battle!" | A végső csata        | Chris nagyon nagy bajt csinál és úgy érzi, ezért nem érdemel bocsánatot. Superbook megmutatja a gyerekeknek a világ végét, amikor Isten mindenkinek megítéli a cselekedeteit.                                                        |

| Epizódszám | Eredeti cím                        | Magyar cím                           | Tartalom leírás |
| ---------- | ---------------------------------- | ------------------------------------ | --- |
| 201        | "Jonah"                            | Jónás                                | Joy látja, ahogy Sharon ellop egy biciklit, és szerinte ezért komoly büntetést érdemel. Superbook visszaviszi a gyerekeket az időben, és megmutatja nekik, Isten hogyan könyörült egy egész városon, amikor a bűnös emberek megtértek Hozzá.                                                                    |
| 202        | "Joseph and Pharaoh's Dream"       | József és a fáraó álma               | Chris kidolgozta a leghatékonyabb tervet, hogy időben odaérjenek a focimeccsre. Amikor váratlan akadály jön közbe, Superbook megmutatja a gyerekeknek, hogyan kell Isten tervét követni, még akkor is, ha ehhez az embernek próbát kell kiállnia.                                                               |
| 203        | "The Fiery Furnace!"               | A tűzpróba                           | Chris elfelejtette, hogy fizikadolgozat lesz. Döntenie kell, hogy helyesen cselekszik-e, vagy a könnyebbnek tűnő utat választja. Superbook elviszi a gyerekeket az ősi babiloni birodalomba, hogy kiderüljön, mi történik, amikor három fiatalember úgy dönt, inkább Istennek engedelmeskedik, és nem embernek. |
| 204        | "Rahab and the Walls of Jericho"   | Jerikó ostroma                       | Joy nem érti, miért olyan ellenséges vele Becky. Azután Superbook visszaviszi a gyerekeket az időben, és megmutatja nekik, hogy nem mindenki ellenség, aki elsőre annak látszik. Chris és Gizmo pedig élesben kémkedhetnek egy ősi város falai mögött.                                                          |
| 205        | "Esther: For Such a Time as This!" | Eszter királyné – A menekülés ünnepe | Joy úgy érzi, nincs elég bátorsága kiállni amellett, ami a helyes. Superbook ezért visszaviszi a gyerekeket az időben, hogy bemutasson nekik egy bátor királynét, aki az élete kockáztatásával mentette meg a népét.                                                                                            |
| 206        | "John the Baptist"                 | Keresztelő János                     | Chrisnek döntenie kell, hogy helyesen dönt, vagy a könnyebb utat választja, vagy pedig kiáll az igazság mellett. Superbook visszaviszi a gyerekeket az időben Keresztelő Jánoshoz, aki az igazságot hirdette, még úgy is, hogy ez az életébe került.                                                            |
| 207        | "Paul and the Shipwreck"           | Pál és a hajótörés                   | A gyerekek egy katasztrófa sújtotta övezetben segítenek a rászorulóknak, de Joy nagyon kiborul, amikor túl sok lesz a feladata. Superbook visszaviszi őket az időben Pál apostolhoz, aki akkor is szót fogadott Istennek, amikor nagyon nehezet kért tőle.                                                      |
| 208        | "Job"                              | Jób                                  | Chrisnek szörnyű hete van, meghalt a nagypapája, és úgy érzi, nem bírja tovább. Superbook visszaviszi a gyerekeket az időben, és bemutatja nekik az istenfélő Jóbot, akinek elképesztő csapásokat kellett kiállnia, de ő mégsem veszítette el a hitét Istenben.                                                 |
| 209        | "Noah and the Ark"                 | Noé bárkája                          | Chris és Joy épp lógnak a suliból, amikor Superbook megmutatja nekik, hogy hova vezet a törvénytelenség és az engedetlenség. Noé korában az egész Földet özönvíz borította el, hogy az ember megtanulja, hogy figyeljen a lelkiismeretére.                                                                      |
| 210        | "Gideon"                           | Gedeon                               | Joy kétségbeesik, amikor szüleit autóbaleset éri, és megijed a nagy felelősségtől, hogy neki kellene segítenie. Superbook visszaviszi a gyerekeket az időben egy olyan férfihez, aki nagyon megijedt a felelősségtől. Azután rájött, hogy Istennel minden lehetséges.                                           |
| 211        | "Peter's Denial"                   | Péter elárulja Jézust                | Joy-t megválasztják a sakk-klub elnökének, amit Chris barátai nem tartanak elég menőnek. Chris ezért letagadja még azt is, hogy ismeri Joy-t. Superbook visszaviszi a gyerekeket az időben és megmutatja Chrisnek, mi történt Péterrel, amikor hasonlóan cselekedett.                                           |
| 212        | "The Prodigal Son"                 | A tékozló fiú                        | Chris barátja Aaron világgá akar menni, mert rossz fát tett a tűzre. Superbook elmeséli a gyerekeknek a tékozló fiú történetét, akinek az édesapja képes volt még a legrosszabbat is megbocsátani. |
| 213        | "Elijah and the Prophets of Baal"  | Illés és a Baál próféták             | Chris állandóan a Kiberistenek nevű játékkal játszik. Superbook visszaviszi a gyerekeket az időben, hogy szemtanúi legyenek egy igazi szellemi háborúnak az igazi Isten és Baál között. |

| Epizódszám | Eredeti cím                               | Magyar cím                        | Tartalom leírás |
| ---------- | ----------------------------------------- | --------------------------------- | --- |
| 301        | "Ruth"                                    | Ruth                              | Kitört a vakáció, Chris izgatottan készül a hétvégi víkendre. Egy váratlan rokoni látogatás azonban felborítja a terveit. Superbook visszaviszi a gyerekeket az időben és megmutatja nekik, mekkora áldás kíséri azt, ha valaki hűséges a családjához.                                                                                   |
| 302        | "Tower of Babel and The Day of Pentecost" | Bábel tornya és a Pünkösd         | Chris megismerkedik az indiai kisfiúval, Veerrel, csak az a baj, hogy egy szót sem értenek egymás nyelvéből. Superbook visszaviszi a gyerekeket az időben, hogy megmutassa, hogyan alakultak ki a különböző nyelvek, és mi történt pünkösdkor, amikor leszállt a Szent Szellem.                                                          |
| 303        | "The Birth of John the Baptist"           | Keresztelő János születése        | Joynak nagyon elege van már abból, hogy neki kell vigyáznia a kis Charlie-ra. Superbook visszaviszi őket az időben egy olyan házaspárhoz, akik már nagyon régóta szerettek volna gyereket. Egy angyali látogatás mindent megváltoztat, és Joy is megtanulja, hogy Istennek minden emberrel fontos terve van.                             |
| 304        | "Isaac and Rebekah"                       | Izsák és Rebeka                   | Chris nem fogad szót édesapjának, és nem követi a legújabb találmány összeszerelési útmutatóját. Superbook visszaviszi a gyerekeket egy olyan férfihez, aki nagyon nehéz feladatot kapott, és bíznia kellett abban, hogyha Isten tervét követi, akkor annak jó lesz a vége.                                                              |
| 305        | "Naaman and the Servant Girl"             | Naámán és a szolgálólány          | Joy épp a hétvégi étel- és ruhaosztást szervezi, és úgy érzi, mindent neki kell megoldani és nehezen veszi rá a többieket, hogy kövessék a „tökéletes” tervét. Superbook visszaviszi a gyerekeket az időben egy olyan hadvezérhez, aki váratlan módon tanulta meg, miért jó, ha az ember megalázza magát.                                |
| 306        | "Samuel and the Call of God"              | Sámuel elhívása                   | Chris nagyon furát álmodik Jasonről, aki régebben betört hozzájuk. Joy szerint van jelentősége az álomnak. Superbbok visszaviszi a gyerekeket az időben, hogy bemutasson nekik egy fiatalt, aki már gyerekkorában engedelmes volt Istennek és az elhívásának.                                                                            |
| 307        | "David and Saul"                          | Dávid és Saul                     | Christ megtámadja két suhanc és elveszik a gitárját. Chris erre nagy haragra gerjed és bosszút esküszik. Superbook visszaviszi a gyerekeket az időben két férfihez, hogy megmutassa nekik, hova vezethet, ha valaki nem tud uralkodni az indulatán.                                                                                      |
| 308        | "Nehemiah"                                | Nehémiás                          | Christ megbízza a kémiatanár, hogy korrepetálja két bajkeverő társát, akik nem veszik komolyan a feladatot és csak gúnyolódnak Chrisen. Superbook visszaviszi a gyerekeket az időben egy olyan emberhez, aki nem törődött a gúnyolódással és az ellenség támadásaival, mert csak az volt fontos neki, hogy Isten terve megvalósulhasson. |
| 309        | "Elisha and the Syrians"                  | Elizeus és a láthatatlan hadsereg | Kikerül egy cikizős videó Joyról a netre. Joy bosszút esküszik, de Superbook megmutatja a gyerekeknek, hogy nem mindig a bosszú a válasz. |
| 310        | "Lazarus"                                 | Lázár                             | Joy nagyon szeretne segíteni Marty-n, a kis árvalányon, de úgy tűnik az időzítés nem túl jó. Superbook visszaviszi a gyerekeket az időben, hogy megmutassa nekik, Isten időzítése mindig tökéletes. Még akkor is, ha úgy tűnik, hogy már túl késő.                                                                                       |
| 311        | "King Solomon"                            | Bölcs Salamon                     | Chris komoly kihívás elé néz, amit saját erőből szeretne megoldani, de nem megy neki. Superbook visszaviszi a gyerekeket az időben a világ legbölcsebb emberéhez, akitől megtanulja, hogy ki a bölcsesség forrása. |
| 312        | "Nebuchadnezzar's Dream"                  | Nabukodonozor álma                | Joynak rengeteg feladatot kell megoldania, és úgy érzi, egyedül képtelen rá. Superbook visszaviszi a gyerekeket az időben az ősi Babilonba, ahol egy király nagyon furcsát álmodik, és lehetetlent kér a népétől. |
| 313        | "The Good Samaritan"                      | Az irgalmas szamaritánus          | Samantha valami rosszban sántikál a pizzázóban, de Joy sem viselkedik vele rendesen. Superbook visszaviszi a gyerekeket az időben, hogy meghallgassanak Jézustól egy történetet arról, hogy ki az ember felebarátja. |

| Epizódszám | Eredeti cím               | Magyar cím                 | Tartalom leírás |
| ---------- | ------------------------- | -------------------------- | --- |
| 401        | "Jesus Feeds the Hungry"  | Jézus megeteti az éhezőket | Superbook ezúttal Kánába viszi vissza a gyerekeket az időben. Egy esküvő majdnem katasztrófába torkollik, amikor elfogy a bor, de Jézus közbeavatkozik. |
| 402        | "Peter and Cornelius"     | Péter és Kornéliusz        | Joy és Chris elkésnek a sulilból. Ha Chris lebukik a szigorú folyosófelügyelő előtt, akkor büntetésben tölti a délutánt. Superbook vissza viszi a gyerekeket az időben, hogy megmutassa Isten nem zár ki senkit, az üdvösséget mindenkinek elérhetővé tette                                                                                         |
| 403        | "Paul and Silas"          | Pál és Silás               | Joy ki van akadva, mert mandulaműtéte lesz. Superbook visszaviszi a gyerekeket az időben, hogy megmutassa nekik, a legrosszabb körülmények között is fontos a hálaadás |
| 404        | "Solomon's Temple"        | Salamon temploma           | Chris robotját meghívják az országos bajnokságba, de Chris nagyon mérges lesz, amikor kiderül, hogy a szabályok miatt lehet, hogy ő nem mehet .Superbook visszaviszi a gyerekeket az időben, hogy megmutassa, nem mindig ugyanaz az ember hajt végre egy dolgot, aki az előkészítést végezte.                                                       |
| 405        | "Peter's Escape"          | Péter megszabadul          | Chris és Gizmo segíteni akarnak Joy földrajz házijában. Joy nagyon elszomorodik, hogy annyi rossz dolog történik a világon, és ő nem tud segíteni az embereknek, akik szenvednek. Superbook visszaviszi őket az időben, hogy megmutassa, hogyan lehet megváltoztatni a dolgokat az ima erejével.                                                    |
| 406        | "Jesus Heals the Blind"   | Jézus meggyógyítja a vakot | Joy és Chris elmennek egy karácsonyi színdarabra, ahol Chrisnek eszébe jut, hogy a nagypapája kiskorában sokszor elvitte a gyülekezetben. Superbook megmutatja a gyerekeknek, hogy Jézus idejében is sokan nem látták tisztán, hogy Ő a Messiás. |
| 407        | "Joshua and Caleb"        | Józsué és Káleb            | Chris nagy dilemmába kerül, amikor a focicsapat rosszfiúi megkérik, hogy dugja el a másik csapat sztárjátékosának cuccait. Superbook megmutatja a gyerekeknek, amikor tizenkét férfi elment kikémlelni az Ígéret földjét, de csak ketten hittek abban, hogy Isten megsegíti őket abban, amit megígért Izráel népének.                               |
| 408        | "Elijah and the Widow"    | Illés és az özvegy         | Chris nem érti miért kap az anyukájától egy feleslegesen hosszú és bonyolult bevásárlási listát. Amikor épp arra készül, hogy egyszerűbben megoldja, Superbook visszaviszi a gyerekeket az időben Illéshez, aki kérdés nélkül engedelmeskedett Istennek. Még akkor is, amikor nem értette, miért kéri tőle pont azt, hogy Szareptába menjen.        |
| 409        | "Teach Us to Pray"        | Így imádkozzatok!          | Chris nagymamája közelebb költözik a családhoz, miután a nagypapa elköltözött az Úrhoz. Eközben mesél Chrisnek arról, hogyan imádkoztak mindig Nagyapával. Superbook visszaviszi a gyerekeket az időben, hogy megtanulják Jézustól, hogyan kell imádkozni.                                                                                          |
| 410        | "Jeremiah"                | Jeremiás                   | Chris az országban először vehet részt egy új játék bemutatóján, de úton a stadion felé találkozik egy hajléktalannal. Mivel senki más nem segít, a gyerekek úgy gondolják, nekik sem dolguk. De Superbook visszaviszi őket az időben, hogy megmutassa nekik Isten egyik prófétáját, aki nem félt az árral szembe menni.                            |
| 411        | "Jesus in the Wilderness" | Jézus a pusztában          | Christ nagyon megkísérti a gondolat, hogy azzal a játékkal játsszon, amit a szülei megtiltottak neki. Superbook visszaviszi az időben, hogy megmutassa neki, hogyan állt ellene Jézus a kísértésnek. |
| 412        | "Paul and Barnabas"       | Pál és Barnabás            | Jia Wei-t annyira megérintette a Superbookos utazás, hogy úgy döntött, befogadja az Urat a szívébe, és Biblia-olvasó klubot indít a suliban. Amikor a gyerekek emiatt csúfolják, Chris-nek nem akaródzik megvédeni őt. Superbook megmutatja a gyerekeknek, hogyan szolgáltak együtt Pál és Barnabás és mi történt akkor, amikor nem értettek egyet. |
| 413        | "Philip"                  | Fülöp                      | Chrisnek nagyon tetszik Quantum professzor új találmánya, és alig várja, hogy lenyűgözhesse vele a barátait. Superbook viszont megtanítja, mi a különbség a között, hogy valaki erőre és hatalomra, vagy az Isten jelenlétére vágyik. |

| Epizódszám | Eredeti cím                        | Magyar cím                         | Tartalom leírás |
| ---------- | ---------------------------------- | ---------------------------------- | --- |
| 501        | "Birth of Moses"                   | Mózes születése                    | Joy épp víziparkba készülődik, amikor a szülei keresztbe húzzák a számításait. Superbook viszi vissza a gyerekeket az időben, hogy megmutassa nekik egy olyan család történetét, akik a legnagyobb veszély közepette is Istenben bíztak. |
| 502        | "Nicodemus"                        | Nikodémus                          | Christ megkérdezi az egyik iskolatársa, hogy tényleg keresztény-e. Ezen Chris nagyon elgondolkodik, Superbook pedig megmutatja a gyerekeknek, mit jelent az, ha valaki újjászületik. |
| 503        | "Zaccheus"                         | Zákeus                             | Chris nagyon izgul a vízkeresztsége miatt, és emiatt elfelejti, hogy megígérte Joynak, hogy segít neki. Joy nagyon mérges lesz és meggondolatlan dolgokat vág Chris fejéhez. Superbook visszaviszi a gyerekeket az időben, hogy megmutassa nekik egy olyan ember történetét, akit Jézus bűnösként is meglátogatott. |
| 504        | "Sermon on the Mount"              | A hegyi beszéd                     | Chris és Joy nagyon lelkesek az utazásukból visszatérve és elhatározzák, hogy a gyakorlatban is megvalósítják, amiről Jézus beszélt a hegyen. Csak valamiért egyik kalamajkából a másikba keverednek. Superbook visszaviszi őket az időben, hogy jobban megértsék, mit is jelent Jézust követni. |
| 505        | "Isaiah"                           | Ézsaiás                            | Chris nem érti, hogy az anyukája miért távolodott el Istentől és miért nem jártak soha gyülekezetbe. Superbook visszaviszi a gyerekeket az időben, hogy megmutassa nekik, mi történt, amikor Isten népe elhagyta az Urat, és hogyan lehet visszatalálni Hozzá |
| 506        | "Baptized"                         | A vízkeresztség                    | Chris és Joy el vannak keseredve, mert úgy néz ki, hogy az eső elmossa a vízkeresztségüket. Superbook visszaviszi őket az időben, hogy megmutassa nekik, hogyan tette Jézus a tanítványokat a legmenőbb halászokká. Az utazásra ezúttal Ellie is velük tart, aki szembesül vele, hogy a Bibliai történetek igaziból megtörténtek.                                                                                            |
| 507        | "Jesus: Friend of sinners"         | Jézus, a bűnösök barátja           | Joy nagyon aktívan részt vesz minden gyülekezeti programban, kiveszi a részét a szervezésből. Eközben nem marad ideje a régi barátaira, emiatt Jolie barátnője nagyon elszomorodik. Joy nem tudja, hogy jó ötlet lenne-e a régi, nem keresztény barátaival időt tölteni. Superbook visszaviszi a gyerekeket az időben, hogy megmutassa nekik, hogyan viszonyult Jézus a bűnös emberekhez.                                    |
| 508        | "Paul keeps the faith"             | Pál megtartja a hitet              | Joy anyukája váratlanul kórházba kerül, és Joy nem érti, hogy Isten hogyan engedheti meg ezt. Superbook visszaviszi a gyerekeket az időben Néró császár idejébe, ahol látják, hogyan üldözik a hívőket a hitükért. Pál apostol levele azonban nagyon sok vigasztalást jelent a megpróbáltatások idejére. |
| 509        | "Love your enemies"                | Szeresd ellenségeidet              | Chris és Joy részt vesznek egy focis válogatón, hogy bekerülhessenek az All Star csapatba. Chrisnek komoly esélye van rá, hogy bekerüljön, de az egyik fiú folyamatosan gúnyolja a hite miatt. Chris szeretne valahogy visszavágni, de Superbook visszaviszi a gyerekeket az időben, hogy megmutassa, hogyan viszonyult Jézus Krisztus, és az egyik követője, István az üldözéshez.                                          |
| 510        | "Paul and the Unknown God, Part 1" | Pál és az ismeretlen Isten 1. rész | Chris és Joy egy űrtudományos táborba mennek, ahol találkoznak Chris egyik nagy hősével. Az űrhajós, tudós Conrad parancsnok azonban kineveti Christ, amiért az egyik feladat közben segítségül hívja az Urat. Conrad parancsnok szerint a tudomány és a hit nem férnek össze. Superbook visszaviszi a gyerekeket az időben, hogy lássák, hogyan érvelt Pál apostol a görög filozófusok előtt az egyedül igaz Isten mellett. |
| 511        | "Paul and the Unknown God, Part 2" | Pál és az ismeretlen Isten 2. rész | Chris, Joy és Gizmo - valamint QBIT, a robot - találkozik Pál apostollal, aki Athénból Korinthusba utazik. A kétrészes kaland nagy fináléjában fedezd fel, hogyan mutatkozik meg Isten a teremtésen keresztül. A gyerekek megtanulják megosztani másokkal, honnan lehet tudni, hogy Isten valóságos. |
| 512        | "Doubting Thomas"                  | Tamás, a kételkedő                 | A gyerekek egy külföldi útra mennek, hogy segítsenek felépíteni egy árvaházat. Chris szeretne a helyieknek bizonyságot tenni, de elsőre nem sül jól el. Superbook visszarepíti a gyerekeket az időben, hogy megmutassa nekik, Jézus hogyan reagált azokra, akik elsőre nem hitték el, hogy feltámadt a halálból. |
| 513        | "The Promise of a Child"           | Egy gyermek ígérete                | Chrisnek egy új karácsonyi dalt kéne írnia az ünnepi istentiszteletre, de elszállt az ihlete. Superbook visszaviszi a gyerekeket az időben újra azokhoz a történetekhez, amiket már egyszer láttak, de ezúttal új megvilágításba kerül, milyen ígéretet tett Isten az Édenkertben egy gyermekről. |
| 514        | "Rescued!"                         | Ő megment                          | Joy, Chris és Gizmo egy nagy viharba keverednek, és próbálnak egy családnak segíteni, akiknek a házát földomlás fenyegeti. Superbook visszaviszi a gyerekeket az időben, és több történeten keresztül újra megmutatja nekik, hogyan segíti meg Isten nehéz időben az embert. |
| 515        | "Heroes of the Bible"              | A biblia hősei                     | Chrisnek nincs kedve az ifire készülni, helyette inkább a legújabb videójátékkal játszana, mert abban vannak az igazán vagány szuperhősök. Superbook visszaviszi a gyerekeket az időben, hogy megmutassa nekik kik az igazán nagy hősök a Biblia szerint. |
| 516        | "The widow’s mite"                 | Az özvegy két fillérje             | Chris már nagyon régóta gyűjt egy teleszkópra és most úgy tűnik, végre meg tudja venni. Eközben a gyülekezetben nagy gyűjtés van a rászorulókra, de Chris nem érzi úgy, hogy neki be kéne ebbe szállnia. Superbook visszaviszi a gyerekeket, hogy megmutassa hogyan adakoztak Jézus korában a nagyon gazdagok és a legszegényebbek.                                                                                          |